# 2016 v hudbě
Tento článek obsahuje události související s hudbou, které proběhly v roce 2016.

## Události
- Eurovision Song Contest 2016
- Festival Glastonbury (červen 2016)
- V lednu se obnovila americká skupina Guns N' Roses, do které se oficiálně vrátili Slash a Duff McKagan

## Vydaná alba

### Česká hudební alba

#### Leden
| Den | Album                     | Umělec                                    | Poznámky      |
| --- | ------------------------- | ----------------------------------------- | ------------- |
| 19. | Tutepeto                  | Radim Babák                               |               |
| 21. | O Tobje                   | Beata Bocek                               |               |
| 22. | Urbánek & Mourek          | Urbánek & Mourek                          |               |
| 22. | Fragile Bliss             | Tomáš Liška, Luboš Malina a Michal Nejtek |               |
| 22. | Chased By Reality         | Ising                                     |               |
| 22. | Lída Baarová (soundtrack) | různí                                     |               |
| 29. | Beatline 1967–1969        | různí                                     | 2CD           |
|     | Hollywood                 | Už jsme doma                              | reedice na LP |

#### Únor
| Den | Album                              | Umělec                      | Poznámky |
| --- | ---------------------------------- | --------------------------- | -------- |
| 5.  | Co jsme si schovali                | Rumpál                      | CD i LP  |
| 5.  | Intacto                            | XIII. století               |          |
| 5.  | Chuť svobody                       | Olga Lounová                |          |
| 8.  | Kafka na nábřeží                   | Fuzzy2102                   | EP       |
| 9.  | Scintilla                          | Beata Hlavenková            |          |
| 9.  | Doteky lásky                       | Karel Gott                  | 2CD      |
| 11. | Před odletem                       | Bujabéza                    |          |
| 12. | Ultimate Nothing                   | Oldřich Janota              | BOX 8 CD |
| 15. | Starý smutek                       | Bužma                       |          |
| 19. | Monteverdi                         | Magdalena Kožená            |          |
| 19. | Carolus IV. (Hudba doby Karla IV.) | Schola Gregoriana Pragensis |          |
| 19. | I Love Peggy Lee                   | Kateřina Steinerová         | LP       |
| 26. | Himlhergotdonrvetr                 | Trautenberk                 |          |
| 29. | Arakadabra                         | Arakain                     |          |

#### Březen
| Den | Album                                      | Umělec                         | Poznámky |
| --- | ------------------------------------------ | ------------------------------ | -------- |
| 1.  | Terapie láskou                             | Láďa Latka                     |          |
| 4.  | Samota                                     | Roman Dragoun                  |          |
| 4.  | Live                                       | Progres                        | CD+DVD   |
| 4.  | Žár trvá / Továrna na sny                  | Laura a její tygři             | 2CD      |
| 9.  | Všichni svatí                              | Všichni svatí                  |          |
| 11. | Emotikon                                   | UDG                            |          |
| 11. | What I've Done                             | Emma Smetana                   |          |
| 11. | Nahá                                       | Jamaron                        |          |
| 11. | Agronaut                                   | Dymytry                        |          |
| 16. | Inner Game                                 | Prague Conspiracy              |          |
| 18. | Bach, Messiaen, Pärt, Katt: Organ Works    | KATT                           |          |
| 18. | Bohuslav Martinů – klavírní tria (komplet) | Smetanovo trio                 |          |
| 18. | Ještěně                                    | Timudej                        |          |
| 18. | Operky                                     | Jaroslav Uhlíř a Zdeněk Svěrák | CD+DVD   |
| 18. | Route 66 – Exit 1 (1978–1993)              | Luboš Pospíšil                 | 7CD      |
| 18. | Legendární československé šlágry           | různí                          | 3CD      |
| 20. | Cestující muž                              | Žalman a spol.                 |          |
| 25. | Tak tady máš, Bože, co jsi chtěl           | Harlej                         | DVD      |
| 28. | bauHAUSmuzak                               | katsa.theo                     |          |
| 30. | The Break                                  | 4Dogs                          |          |
| 31. | Drunken Forever                            | Pirates of the Pubs            |          |

#### Duben
| Den | Album                            | Umělec                                    | Poznámky                                                |
| --- | -------------------------------- | ----------------------------------------- | ------------------------------------------------------- |
| 1.  | Krásná neznámá                   | Iveta Bartošová                           |                                                         |
| 1.  | Čaroděj                          | Vltava                                    |                                                         |
| 1.  | Nemysli na to                    | Jiří Slíva                                |                                                         |
| 1.  | Zbožňuju Tvou buchtu             | Vilém Čok a Bypass                        |                                                         |
| 1.  | Valerie                          | ATMO music                                | singl                                                   |
| 4.  | Vsaď na černou                   | Rituály                                   |                                                         |
| 7.  | Hana                             | Lucie Bílá                                |                                                         |
| 8.  | Copak můžu svojí milý mámě říct  | Květy                                     | LP                                                      |
| 8.  | Svítání                          | Kateřina Kosová                           |                                                         |
| 8.  | Hana Hegerová                    | Hana Hegerová                             | reedice prvního alba Hegerové, LP vyšlo 20. dubna 2016, |
| 8.  | Velké hity pro slavnostní chvíle | Lucie Bílá                                |                                                         |
| 8.  | Best of Dáda                     | Dagmar Patrasová                          | 3CD                                                     |
| 12. | Rebelie Vol. 2                   | Citron                                    | EP                                                      |
| 18. | Distant Edges                    | Places                                    |                                                         |
| 19. | Slovenské spevy                  | Béla Bartók a Iva Bittová a Mucha Quartet |                                                         |
| 22. | Mezi hrdiny a sny                | Will Eifell                               |                                                         |
| 25. | Více chrámových vln              | Martin Hejnák                             |                                                         |
| 25. | EP                               | Sýček                                     | EP                                                      |
| 29. | Gravitace                        | Cermaque a Iamme Candlewick               |                                                         |
| 29. | Ellis Island                     | Natálie Kocáb & Michaela Poláková         |                                                         |

#### Květen
| Den | Album                    | Umělec                       | Poznámky                  |
| --- | ------------------------ | ---------------------------- | ------------------------- |
| 2.  | Dopisy                   | Milan Áda                    |                           |
| 6.  | Jupiter                  | Eddie Stoilow                |                           |
| 6.  | G2 Acoustic Stage        | Prago Union                  | CD+DVD                    |
| 6.  | Nekonečný boogie         | Abraxas                      | 2CD                       |
| 6.  | Legenda                  | Karel Vlach                  | 2CD                       |
| 10. | Svatopluk                | Svatopluk Karásek            |                           |
| 11. | Pravdu ukáže čas         | Limetal                      | 2CD                       |
| 17. | Holobyt                  | Martina Trchová & Trio       |                           |
| 20. | Srdeční příběh           | Michal Ambrož a David Koller | LP vyšlo 8. července 2016 |
| 20. | Tarantule                | Jan Vodňanský a Petr Skoumal |                           |
| 20. | Sen                      | ATMO music                   |                           |
| 20. | Exxxclusive              | Petr Kotvald                 |                           |
| 25. | Laureát                  | Liwid                        |                           |
| 25. | Vzduch je hrob je vzduch | Planety                      |                           |
| 26. | Velká derniéra           | Kaspar Melichar              |                           |
| 27. | #Pekař                   | Pekař                        |                           |
|     | EP2                      | Neřvi mi do ucha             | EP                        |

#### Červen
| Den | Album                                 | Umělec                                           | Poznámky    |
| --- | ------------------------------------- | ------------------------------------------------ | ----------- |
| 3.  | Ve smíru                              | Oceán                                            |             |
| 3.  | Solo                                  | Jarda Svoboda                                    |             |
| 3.  | It is Coming                          | Maella                                           | EP          |
| 6.  | Nikdy zpět dolů                       | El Nino                                          |             |
| 10. | 50 let Porty – 50 nejznámějších písní | různí                                            | 2CD         |
| 15. | Give Masterpiece A Chance!            | Midi lidi                                        | CD nebo 2LP |
| 15. | Waiting For The White Raven           | Barbora Mochowa                                  |             |
| 23. | Jungle                                | Skyline                                          |             |
| 24. | Na svahu                              | Načeva, Michal Pavlíček a Pavel Bořkovec Quartet |             |
| 24. | Martinů: Ariane, Dvojkoncert          | Filharmonie Essen, Tomáš Netopil                 |             |
| 24. | Decibely lásky (soundtrack)           | Michal David                                     |             |
| 25. | Odlesky pravdy                        | KOFE@VLNA                                        |             |
|     | Is This Art?                          | Nano                                             |             |

#### Červenec
| Den | Album                   | Umělec             | Poznámky                                 |
| --- | ----------------------- | ------------------ | ---------------------------------------- |
| 1.  | Postřelená (audio)kniha | Kašpárek v rohlíku |                                          |
| 1.  | Jericho                 | David Stypka       | EP                                       |
| 12. | Para.světy              | Tibet              | zároveň vyšla také deluxe edice s knihou |
| 15. | Smrt žije               | Prago Union        |                                          |
| 22. | Back to the Trees       | Republic of Two    |                                          |
| 29. | Z dlouhých poutí        | Bonsai č. 3        |                                          |

#### Srpen
| Den | Album                  | Umělec                   | Poznámky      |
| --- | ---------------------- | ------------------------ | ------------- |
| 15. | Achtung 30!            | Tichá dohoda             |               |
| 15. | Rλp-life               | MC Gey                   |               |
| 15. | Povídej říkej mluv     | Tomáš Tkáč               |               |
| 19. | A tak si jdu...        | Jana Koubková            |               |
| 19. | Notorickej samotář     | Smrtislav                |               |
| 19. | Original Albums Vol. 1 | Kabát                    | 4CD           |
| 22. | Fonók                  | DVA                      | reedice na LP |
| 23. | Město ER               | Michal Prokop a Framus 5 | reedice       |
| 26. | O2 Aréna Live          | Tři sestry               | 2CD+DVD       |
| 30. | ByloNebyloRybaNaruby   | eE eS eM                 |               |

#### Září
| Den | Album                              | Umělec                         | Poznámky                                          |
| --- | ---------------------------------- | ------------------------------ | ------------------------------------------------- |
| 2.  | Surrender to the Stars             | Light & Love                   |                                                   |
| 5.  | Letargie                           | První – Poslední               |                                                   |
| 6.  | Bicykl                             | Biorchestr                     |                                                   |
| 7.  | O Lásce                            | Hana Zagorová                  |                                                   |
| 8.  | Rangers 2016                       | Rangers                        |                                                   |
| 9.  | Hearts                             | Lenny                          |                                                   |
| 9.  | Neměj strach                       | Něžná noc                      |                                                   |
| 9.  | To samo                            | Jananas                        |                                                   |
| 9.  | Migrant Songs                      | Odd Gifts                      |                                                   |
| 10. | David Koller & Friends             | David Koller                   | vinyl vyšel 16. září 2016                         |
| 14. | Divé husy                          | Jitka Šuranská & Trio          |                                                   |
| 16. | Terčino milé údolí                 | Jan Spálený Trio               |                                                   |
| 16. | Scarecrow                          | The Fellas                     |                                                   |
| 16. | Kdykoliv, kdekoliv – Zlatá kolekce | Jiří Suchý                     | 3CD                                               |
| 16. | Největší hity 1+2                  | Jiří Suchý, Jiří Šlitr a další | 2DVD, reedice DVD Největší hity a Největší hity 2 |
| 16. | Elegie                             | Martin Kratochvíl a Jazz Q     | 2CD, rozšířená edice                              |
| 16. | Vodopád                            | Helena Vondráčková             | reedice na LP                                     |
| 20. | Hvězda                             | Aneta Langerová                | singl                                             |
| 21. | Trojka                             | Martin Hrubý                   |                                                   |
| 23. | Kvadratura záchranného kruhu       | Xindl X                        | LP vyšlo 9. 12. 2016                              |
| 23. | 40 Slavíků                         | Karel Gott                     | 2CD                                               |
| 23. | X Mas                              | Štefan Margita                 |                                                   |
| 23. | Zlatá kolekce (Jako dřív)          | Věra Martinová                 | 3CD                                               |
| 23. | Route 66 – Exit 2 (1998–2016)      | Luboš Pospíšil                 | 6CD                                               |
| 24. | Folk'n'lor                         | Grajcar                        |                                                   |
| 30. | Hedgehog                           | Thom Artway                    |                                                   |
|     | Now. Here. This.                   | The Amplified Acoustic Band    |                                                   |
|     | Pro mě na                          | Petr Nikl                      | 2CD                                               |

#### Říjen
| Den | Album                               | Umělec                            | Poznámky                            |
| --- | ----------------------------------- | --------------------------------- | ----------------------------------- |
| 1.  | Abendland                           | různí                             |                                     |
| 2.  | Live 2016                           | Arakain + Dymytry                 |                                     |
| 2.  | Dobré ráno                          | Tomáš Klus                        | singl                               |
| 5.  | Tenkrát v ráji (soundtrack)         | Radůza                            |                                     |
| 7.  | Beztíže                             | Priessnitz                        |                                     |
| 7.  | Soul                                | Marta Kubišová                    |                                     |
| 7.  | Vlčí srdce                          | Jelen                             | LP vyšlo 11. listopadu 2016         |
| 7.  | Nahubu                              | Ondřej Ruml                       |                                     |
| 7.  | Šťastné a veselé Vánoce             | Jakub Smolík                      |                                     |
| 7.  | Cesta                               | Hana Hegerová                     | 10CD                                |
| 7.  | Sklep Naposlech                     | Divadlo Sklep                     |                                     |
| 11. | Blýská se tkání                     | Vesper                            |                                     |
| 14. | Čtyřicítka                          | Lenka Nová a Michal Horáček       |                                     |
| 14. | Hebké bolesti                       | emozpěv                           |                                     |
| 20. | Barbora Poláková                    | Barbora Poláková                  | LP (CD vyšlo již 18. prosince 2015) |
| 21. | Krásnej dar                         | Ivan Hlas Trio                    |                                     |
| 21. | Cirkusový stan                      | Zdeněk Svěrák & Jaroslav Uhlíř    |                                     |
| 21. | Staročeské Vánoce                   | Kateřina Kosová & Alfred Strejček |                                     |
| 27. | Nononononininini                    | Vertigo                           |                                     |
| 27. | Hlídač                              | Mrakoplaš                         |                                     |
| 27. | Dům na nároží                       | Radek Tomášek                     | 2CD                                 |
| 27. | Ty nejlepší písničky v novém kabátě | Zdeněk Svěrák a Jaroslav Uhlíř    |                                     |
| 28. | Kladivo na život                    | Katapult                          | LP vyšlo 25. listopadu 2016         |

#### Listopad
| Den | Album                                                              | Umělec                       | Poznámky   |
| --- | ------------------------------------------------------------------ | ---------------------------- | ---------- |
| 1.  | Někde v zemi nad Zemí                                              | Dalibor Janda                |            |
| 1.  | Balkan Trip                                                        | Mr. Loco                     |            |
| 2.  | Kabát 2013–2015                                                    | Kabát                        | 3DVD + 1CD |
| 4.  | Restart                                                            | Petr Bende                   |            |
| 4.  | Abstract                                                           | Michael Kocáb                |            |
| 4.  | 4th                                                                | 4TET                         |            |
| 4.  | A kdybych už měl umřít...                                          | Vladimír Veit                |            |
| 4.  | Samorost 3 (soundtrack)                                            | Floex                        |            |
| 4.  | Sliby se maj plnit o Vánocích (20 let)                             | Janek Ledecký                |            |
| 10. | Syntezátor ve dnech kdy spím                                       | Ondřej Kyas                  |            |
| 11. | Horská lesní ekologická tvá živá dospělá krabičková smutná šťastná | Iva Pazderková               |            |
| 11. | Black 'n' Roll                                                     | Törr                         |            |
| 11. | Moje lásky                                                         | Kamila Nývltová              |            |
| 11. | Až do nebes                                                        | Monika Absolonová            |            |
| 11. | Moje Vánoce                                                        | David Deyl                   |            |
| 11. | Sladkých dvacet na Vyžlovce                                        | Wohnout                      | CD+DVD     |
| 11. | Bláznivá noc                                                       | Michal David                 | 2CD        |
| 11. | Muzzikanti (soundtrack)                                            | různí                        |            |
| 11. | Už je to napořád 2000–2012                                         | Michal Prokop                | 6CD        |
| 11. | 50 let české country                                               | různí                        | 3CD        |
| 13. | Kde jste mý přátelé dneska v noci                                  | Houpací koně                 |            |
| 13. | Rozjímání o sendviči                                               | Jan Řepka                    |            |
| 14. | Weatherbed                                                         | Lavra                        | singl      |
| 15. | HLASkontraBAS                                                      | Ridina Ahmedová a Petr Tichý |            |
| 16. | Pieces                                                             | No Distance Paradise         |            |
| 18. | the.switch                                                         | the.switch                   |            |
| 18. | Kulatiny                                                           | Michal Pavlíček              | CD+DVD     |
| 18. | These Semi Feelings, They Are Everywhere                           | dné                          |            |
| 20. | Kamion předjíždí kamion                                            | Kapitán Demo                 |            |
| 23. | Pošlete čaulíře                                                    | Debbi Love                   |            |
| 24. | Vlakem                                                             | Martin Evžen Kyšperský       |            |
| 25. | Na Václavskym Václaváku                                            | Pražský výběr                | 2CD        |
| 25. | Return From Oblivion                                               | Root                         |            |
| 25. | Zóna lásky                                                         | Věra Špinarová               |            |
| 25. | Vánoce ve zlaté Praze                                              | Karel Gott                   | reedice    |
|     | Selfie                                                             | Flattus                      |            |
|     | The Way Of Metallist 1991–2016                                     | Malignant Tumour             | 2DVD       |
|     | Memories                                                           | The Cell                     |            |

#### Prosinec
| Den | Album                    | Umělec                       | Poznámky      |
| --- | ------------------------ | ---------------------------- | ------------- |
| 1.  | Lalou                    | Monoskop                     | EP            |
| 2.  | Vykolejená               | Jablkoň                      |               |
| 2.  | Nána                     | Mucha                        |               |
| 2.  | Lakuna                   | Lakuna                       |               |
| 2.  | Podvod                   | Vilém Spilka Quartet         |               |
| 3.  | Rána                     | Role                         |               |
| 5.  | Alchymie                 | Wanastowi Vjecy              |               |
| 8.  | Rebelie rebelů           | Citron                       |               |
| 8.  | Musíme vocaď pryč        | Holy Fanda and the Reverends | singl         |
| 9.  | 35 Live                  | Keks                         | 2CD nebo 2DVD |
| 12. | Stromy v bouři           | Pio Squad                    |               |
| 16. | At Home                  | Iva Bittová a Čikori         |               |
| 20. | Veni, Vidi, Wich         | DJ Wich                      |               |
| 26. | Perversed Piercing Songz | Dildo Boyz                   |               |

### Zahraniční alba
- M:FANS (John Cale)
- Blackstar (David Bowie)
- Dystopia (Megadeth)[1]
- New View (Eleanor Friedberger)
- Death of a Bachelor (Panic at the Disco)
- Night Thoughts (Suede)
- Painting With (Animal Collective)
- Hidden City (The Cult)
- Wonderful Crazy Night (Elton John)
- The Astonishing (Dream Theater)
- Is the Is Are (DIIV)
- Fallen Angels (Bob Dylan)
- Santana IV (Santana)
- Black Dawn (Cactus)
- Heroes of Mighty Magic (Twilight Force)
- The Last Stand (Sabaton)
- The Holographic Principle (Epica)
- The Ninth Hour (Sonata Arctica)
- Moonbathers (Delain)
- Ghostlights (Avantasia)
- Cinematic and Live (Luca Turilli's Rhapsody)
- Unleashed – Skillet
- The Stage – Avenged Sevenfold

## Úmrtí
- 7. ledna – Earl McGrath, americký hudební producent (* 1. prosince 1931)
- 10. ledna – David Bowie, anglický hudebník (* 8. ledna 1947)
- 18. ledna – Glenn Frey, americký hudebník (* 6. listopadu 1948)
- 23. ledna – Jimmy Bain, skotský baskytarista (* 19. prosince 1947)
- 3. března – John Thomas, velšský kytarista (* 21. února 1952)
- 9. dubna – Tony Conrad, americký hudebník a režisér (* 7. března 1940)
- 21. dubna – Prince, americký hudebník (* 7. června 1958)
- 21. dubna – Lonnie Mack, americký kytarista a zpěvák (* 18. července 1941)
- 23. června – Ralph Stanley, americký hudebník (* 25. února 1927)
- 29. června – Rob Wasserman, americký baskytarista a kontrabasista (* 1. dubna 1952)
- 30. června – Don Friedman, americký klavírista (* 4. května 1935)
- 15. července – Charles Davis, americký saxofonista (* 20. května 1933)
- 6. srpna – Pete Fountain, americký klarinetista (* 3. července 1930)
- 15. srpna – Bobby Hutcherson, americký hudebník (* 27. ledna 1941)
- 22. srpna – Toots Thielemans, belgický hudebník (* 29. dubna 1922)
- 25. srpna – Rudy Van Gelder, americký zvukový inženýr (* 2. listopadu 1924)
- 6. září – Lewis Merenstein, americký hudební producent (* 23. října 1934)